# Ophiacantha striolata
Ophiacantha striolata är en ormstjärneart som beskrevs av Ole Theodor Jensen Mortensen 1933. Ophiacantha striolata ingår i släktet Ophiacantha och familjen knotterormstjärnor. Inga underarter finns listade i Catalogue of Life.